# RIDE ON THE WIND
《RIDE ON THE WIND》는 대한민국의 혼성그룹  KARD의 세 번째 미니앨범으로  2018년 7월 25일에 발매했다.

## 개요
타이틀곡인 'Ride on the wind'는 빠른 템포에 따라 드럼과 베이스 라인이 흘러가는 Dance hall 그루브와 House 리듬이 어우러진 EDM 곡으로, 드롭에서 터져 나오는 시원한 신스 라인은 뜨거운 여름 시원한 바람과 드라이브를 연상하기에 충분하다. 처음 사랑을 시작하는 남녀 사이의 설레는 감정을 살랑살랑 흔들리는 바람에 비유해 표현했다.
5번째 트랙 'Dímelo'는 '말해줘'라는 의미의 스페인어로, 상대방의 마음을 확인하고 싶어 하는 의미를 담고 있다. 레게톤 리듬의 라틴 팝 장르인 'Dímelo'는 중독성이 강한 후렴구와 R&B 풍의 멜로디가 돋보이는 곡으로 특히 한국어와 스페인어를 혼용한 가사가 또 하나의 매력 포인트다.

## 트랙 리스트
| #            | 제목                             | 작사                                    | 작곡                                      | 편곡  | 재생 시간 |
| ------------ | -------------------------------- | --------------------------------------- | ----------------------------------------- | ----- | --------- |
| 1.           | 〈INTRO : Humming〉              |                                         | 달귀, 낯선(Nassun)                        | 1:12  |           |
| 2.           | 〈Moonlight〉                    | 낯선(Nassun), BM , J.seph, GR8MOON      | 낯선(Nassun), Rich Jang, 달귀, 도노(DONO) | 3:19  |           |
| 3.           | 〈Ride on the wind〉             | 낯선(Nassun), BM, GR8MOON               | 낯선(Nassun), 달귀, TAEMIN                | 2:56  |           |
| 4.           | 〈Knockin' on my heaven's door〉 | 낯선(Nassun), BM, J.seph, GR8MOON       | COMACOMA, 낯선(Nassun)                    | 3:50  |           |
| 5.           | 〈Dímelo〉                       | 박정욱, 김준일, Blenn(블렌), BM, J.seph | 다니(DANI), 박정욱                        | 3:21  |           |
| 6.           | 〈Ride on the wind (Inst.)〉     |                                         | 낯선(Nassun), 달귀, TAEMIN                | 2:56  |           |
| 총 재생 시간 | 총 재생 시간                     | 총 재생 시간                            | 총 재생 시간                              | 17:34 |           |